# Myioclura melusina
Myioclura melusina är en tvåvingeart som beskrevs av Henry J. Reinhard 1975. Myioclura melusina ingår i släktet Myioclura och familjen parasitflugor. Inga underarter finns listade i Catalogue of Life.